# Strigocuscus celebensis
Strigocuscus celebensis е вид бозайник от семейство Phalangeridae. Видът е световно застрашен, със статут Уязвим.

## Разпространение
Разпространен е в Индонезия.